# La Confession mexicaine
Pour les articles homonymes, voir Confession (homonymie).
La Confession mexicaine est un roman d'Alain Bosquet paru en 1965 aux éditions Grasset et ayant reçu le Prix Interallié la même année.

## Éditions
- La Confession mexicaine, Éditions Grasset, 1965.